# Who's Talking

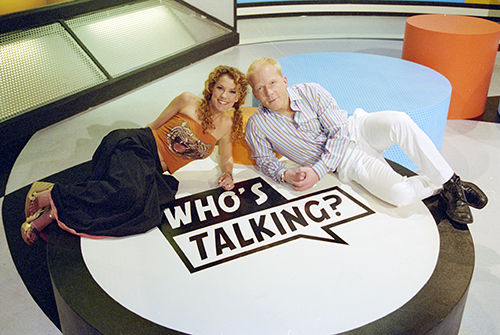
Who's talking? in 2002

Who's Talking was een Nederlands televisieprogramma in 1996 op Veronica, gepresenteerd door Rolf Wouters. Er zijn maar een paar afleveringen van gemaakt.
In dit televisieprogramma werden deelnemers uitgerust met 'een oortje', een piepkleine oortelefoon die Rolf Wouters in staat stelde hen vanaf een andere locatie teksten en opdrachten in te fluisteren. Zo liet hij een ambtenaar op een raadsvergadering, die met de verborgen camera werd vastgelegd, absurde opmerkingen maken tegen de burgemeester. En een kandidaat van Rad van fortuin gaf hij de opdracht de domste antwoorden te roepen.
Een bekende uitzending was die waarin een Denktank-kandidaat dankzij het oortje alle antwoorden met bijgaande informatie wist. Denktank-presentator Kas van Iersel werd er zo moedeloos van dat hij op een gegeven moment zijn kaartjes maar weggooide.
In 2002 kwam het programma opnieuw op de buis met deze keer Tatum Dagelet en Danny Rook als presentatoren. Met hen werd één seizoen opgenomen.
Vanaf december 2010 is het programma in de herhaling te zien op Comedy Central Family.